# 6cmヴェルファー87

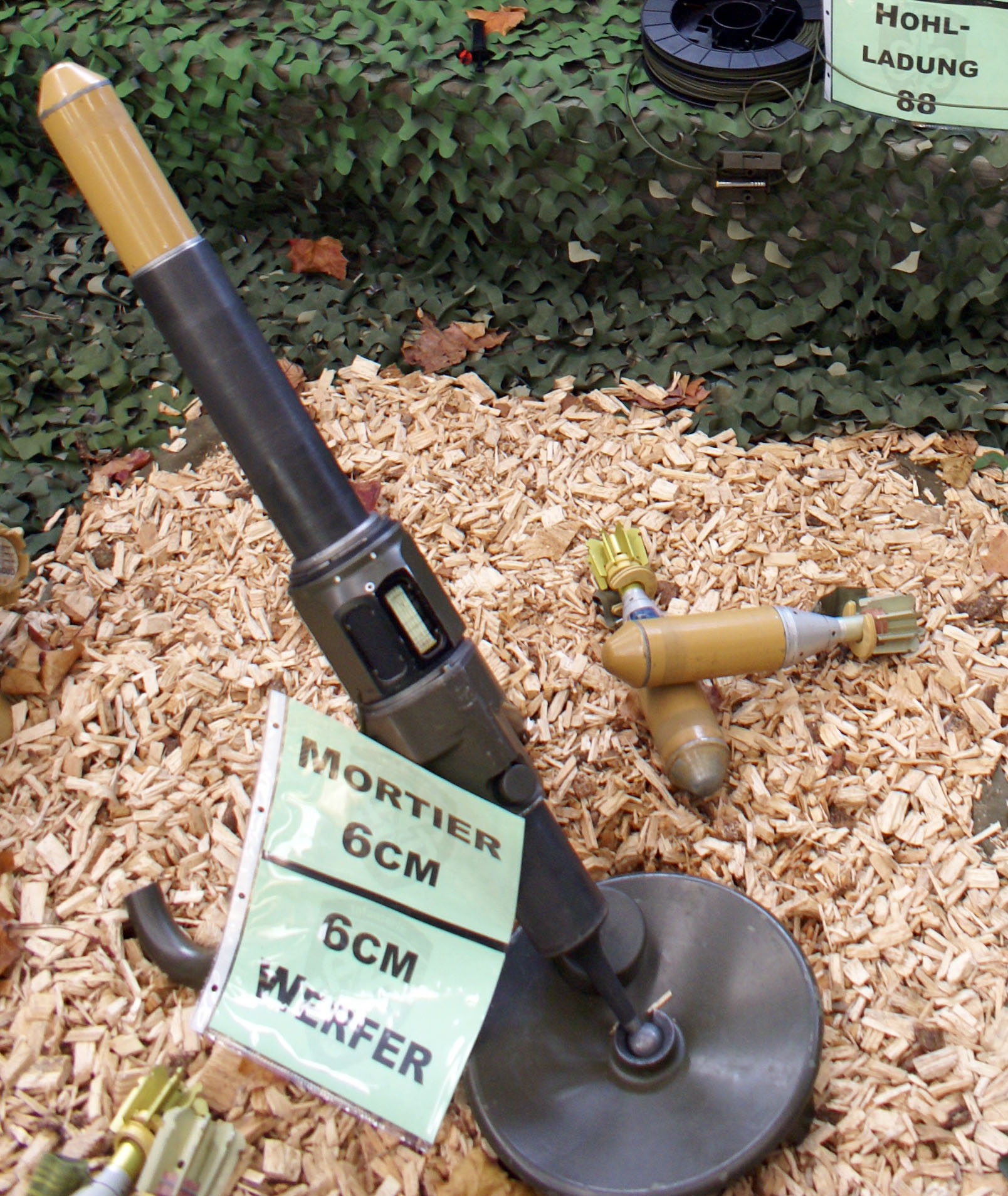
6cmヴェルファー87

6cmヴェルファー87(6cm Werfer 87)は、スイス軍が使用している軽迫撃砲である。
1987年に正式採用された。ヴェルファー（Werfer）とはドイツ語の投射器の意味で迫撃砲を表している。
- 口径：6cm
- 重量：12.6Kg
- 砲身長：396mm
- 初速：95m/s
- 弾頭重量：0.7Kg
- 射程：800m